# The Stage (singolo)
The Stage è un singolo del gruppo musicale statunitense Avenged Sevenfold, pubblicato il 13 ottobre 2016 come primo estratto dall'album omonimo.

## Video musicale
Il video, ideato dal chitarrista Zacky Vengeance e diretto da Chris Hopewell, è stato reso disponibile in concomitanza con il lancio del singolo attraverso il canale YouTube del gruppo. Esso mostra un teatrino di marionette con sembianze umane, che interpretano le vicende più sanguinose della storia umana dall'età della pietra fino ai giorni nostri, davanti alle risate e agli applausi del pubblico entusiasta. A un certo punto, però, il pubblico stesso viene trasformato in marionette e portato sul palco, mentre vengono manovrate dai politici che tirano le corde della folla. Anch'essi però, sono marionette, i quali fili vengono tirati da una creatura simile al Mietitore, che alla fine del video preme un pulsante di reset, facendo nuovamente ripartire lo spettacolo dall'inizio, all'età della pietra.

## Tracce
Testi e musiche di Matthew Sanders, Brian Haner, Zachary Baker, Jonathan Seward e Brooks Wackerman.
1. The Stage – 8:32

## Formazione
Gruppo
- M. Shadows – voce
- Synyster Gates – chitarra solista, cori
- Zacky Vengeance – chitarra ritmica, cori
- Johnny Christ – basso, cori
- Brooks Wackerman – batteria

Altri musicisti
- Jason Freese – tastiera
- Quishima Dixon – cori
- Angela Fisher – cori
- Nikki Grier – cori
- Tiffany Smith – cori
- Amber Sauer – cori
- Alexandria Threat – cori
- Daphne Chen – violino
- Leah Katz – viola
- John Krovoza – violoncello
- Ian Walker – contrabbasso
- David Ralicke, Nick Daley – tromboni
- Jordan Katz – tromba
- Stephanie O'Keefe – corno francese

## Classifiche
| Classifica (2016)                | Posizione massima |
| -------------------------------- | ----------------- |
| Regno Unito (rock & metal)       | 7                 |
| Stati Uniti                      | 107               |
| Stati Uniti (mainstream rock)    | 4                 |
| Stati Uniti (rock & alternative) | 10                |

## Riconoscimenti
- Grammy Award
  - 2018 – Candidatura come Best Rock Song[4]
- Loudwire
  - 2016 – 20 Best Metal Songs[5]
  - 2016 – 10 Best Metal Videos[6]
- Revolver
  - 2016 – 30 Best Songs[7]